# Fly Me to the Moon (film)
Fly Me to the Moon är en amerikansk romantisk komedifilm från 2024. Filmen är regisserad av Greg Berlanti. Filmens manus har skrivits av Rose Gilroy.
Filmen hade biopremiär i Sverige den 12 juli 2024, utgiven av Sony Pictures Releasing.

## Handling
Filmen utspelar sig på 1960-talet och kretsar kring den pågående rymdkapplöpningen.

## Rollista (i urval)
- Scarlett Johansson
- Channing Tatum
- Jim Rash
- Ray Romano
- Woody Harrelson
- Anna Garcia
- Colin Woodell
- Donald Elise Watkins
- Noah Robbins